# Lucky Louie
Lucky Louie was een Amerikaanse sitcom gemaakt door Louis C.K., die ook zelf de hoofdrol voor zijn rekening nam. Home Box Office (HBO) zond in de zomer van 2006 twaalf afleveringen uit en bestelde ook scripts voor een tweede seizoen, maar in september dat jaar werd de show alsnog door HBO geannuleerd, ondanks dat de kijkcijfers en de kritische ontvangst redelijk waren.
De show viel op door volwassen onderwerpen als seksualiteit en racisme en bevatte ook gevloek en naaktheid wat in slechte aarde viel bij de Catholic League. De voorzitter van de Catholic League moest echter wel toegeven dat hij het programma zelf niet gezien had.

## Verhaal
Louie (Louis C.K.) is een parttime mecanicien die samen leeft met zijn vrouw Kim (Pamela Adlon), die fulltime verpleegster is, en hun vier jaar oude dochter Lucy (Kelly Gould).

## Afleveringen
Op 30 januari 2007 werd de hele serie door Home Box Office op dvd uitgebracht. Op de dvd stond een dertiende aflevering, "Clowntime is Over", die niet op televisie uitgezonden was.
1. "Pilot" (oorspronkelijk uitgezonden op 11 juni 2006)
2. "Kim's O" (oorspronkelijk uitgezonden op 18 juni 2006)
3. "A Mugging Story" (oorspronkelijk uitgezonden op 25 juni 2006)
4. "Long Weekend" (oorspronkelijk uitgezonden op 2 juli 2006)
5. "Control" (oorspronkelijk uitgezonden op 9 juli 2006)
6. "Flowers for Kim" (oorspronkelijk uitgezonden op 16 juli 2006)
7. "Discipline" (oorspronkelijk uitgezonden op 23 juli 2006)
8. "Get Out" (oorspronkelijk uitgezonden op 30 juli 2006)
9. "Drinking" (oorspronkelijk uitgezonden op 6 augustus 2006)
10. "Confession" (oorspronkelijk uitgezonden op 13 augustus 2006)
11. "Louie Quits" (oorspronkelijk uitgezonden op 20 augustus 2006)
12. "Kim Moves Out" (oorspronkelijk uitgezonden op 27 augustus 2006)
13. "Clowntime Is Over" (oorspronkelijk niet uitgezonden)

## Productie
Lucky Louie werd gefilmd voor een live studiopubliek zonder lachband. Louis C.K. hield de decors bewust eenvoudig. Veel gastpersonages werden gespeeld door mensen die meer ervaring als komiek dan als acteur hadden.